# Teocchius cruciatus
Teocchius cruciatus är en skalbaggsart som beskrevs av Karl Adlbauer och Henri L. Sudre 2003. Teocchius cruciatus ingår i släktet Teocchius och familjen långhorningar. Inga underarter finns listade i Catalogue of Life.